# باشها
باشها (به تامیلی: Baashha) فیلمی است محصول سال ۱۹۹۵ و به کارگردانی سورش کریشنا است. در این فیلم بازیگرانی همچون راجینیکانت، ناگما و راغوواران ایفای نقش کرده‌اند.